# 忠应庙
29°46′3.69″N 121°41′43.25″E / 29.7676917°N 121.6953472°E
忠应庙，又称王安石庙，位于中国浙江省宁波市鄞州区东钱湖镇西村北部，建于清嘉庆年间，为五开间四合院，由门厅、戏台、南北厢房、大殿组成，1986年大修，大厅正中塑有王安石泥彩塑像，两边厢房设有王安石在鄞史迹陈列，1987年10月公布为鄞州区文物保护单位（当时为鄞县文物保护单位）。